# Рих Галина Лаврентіївна
Галина Лаврентіївна Рих (16 березня 1922, Березань — 11 травня 2021, Березань) — українська дослідниця, засновниця і керівниця краєзнавчого музею у місті Березань, авторка краєзнавчих публікацій, Заслужений працівник культури України, почесна громадянка міста Березань.

## Життєпис
Народилася в сільській родині, де була найменшою з трьох дітей. Мати колгоспниця, батько інвалід, без ніг. До школи пішла в роки Голодомору. Після школи закінчила педагогічний технікум у Переяславі, перед війною почала працювати вчителькою молодших класів. У 1949 році закінчила Київський педагогічний інститут за фахом вчителя історії. Вчителювала в школах Полтавської та Київської областей. У 1968 році повернулася до рідної Березані.
Під час вчителювання захопилася ідеєю створити краєзнавчий музей у Березані, втіливши задум у 1975 році. Працювала директоркою музею на громадських засадах до 1991 року. У березні 2017 року нагороджена почесними грамотами Березанської міської ради, Київської облдержадміністрації, Київської обласної ради. Тоді ж потрапила до Національного реєстру рекордів України як найповажніша за віком директорка музею. Віднайшла місце оспіваної Шевченком розритої могили поблизу Березані.